# Les Monstres sacrés
 (décembre 2018).
Si vous disposez d'ouvrages ou d'articles de référence ou si vous connaissez des sites web de qualité traitant du thème abordé ici, merci de compléter l'article en donnant les références utiles à sa vérifiabilité et en les liant à la section « Notes et références ».
Les Monstres sacrés est une pièce de théâtre en trois actes de Jean Cocteau, créée le 17 février 1940 au théâtre Michel à Paris.

## Argument
Esther et Florent, illustres comédiens d’une cinquantaine d’années, forment sur scène comme à la ville un couple mûr et stable. Elle, femme forte, passionnée, admirable et profondément humaine, domine son mari, un faible. Liane, jeune comédienne élève de Florent, vient perturber l'intimité de ce couple de  « monstres sacrés ». Contre toute attente, Esther semble voir d'un bon œil cette liaison et invite Liane à s’installer chez eux.
Bien qu’écrite par un poète, la pièce est une pièce de boulevard, à la limite du vaudeville : une maitresse, un mari, une épouse ; on se cache derrière un paravent, on se ment, on se trompe ; et à la fin, tout s’arrange.

## De la genèse à la création de la pièce en 1940
Le 4 septembre 1939, Jean Marais était mobilisé par la déclaration de guerre. Cocteau souffrait de rester seul dans l’appartement de la place de la Madeleine. Le poète est accueilli par Violette Morris et Yvonne de Bray. La championne et l'actrice l'accueillent sur leur péniche accostée au pont de Neuilly. Il écrit la pièce pour le couple qui l'accueille avec Jean Marais pendant la drôle de guerre. 
Il faut rappeler, qu’en 1938, Yvonne de Bray n’avait pas pu tenir, au côté de Jean Marais, son rôle dans la pièce Les Parents terribles que Cocteau avait écrit pour elle, allant jusqu’à  donner le prénom d’Yvonne au personnage central de la pièce. Durant les répétitions, elle était retombée dans des abus de boissons alcoolisées et avait dû être remplacée par Germaine Dermoz .
Au départ, le premier titre de la nouvelle pièce de Cocteau devait être Prima Donna. Cela montre à quel point, fasciné par le monde du théâtre et ayant un modèle vivant sous ses yeux, Cocteau entreprit l’écriture de la pièce à l’intention de la comédienne : « Le rôle d’Yvonne sera superbe, car elle joue le premier acte en se démaquillant et se déshabillant dans sa loge, ce qu’elle exécute mieux que quiconque. »
De ce point de vue, Yvonne de Bray paraissait être l’interprète idéale. Ses excès, sur scène et dans la vie, la qualifiaient pour jouer cette Esther. L’ombre de Sarah Bernhardt planait aussi sur la pièce, car au début de sa carrière, Yvonne de Bray avait approché la grande tragédienne dans La Dame aux camélias. Également, Greta Garbo était pour Cocteau une référence de « monstre sacré ».
Le 17 février 1940, Les Monstres sacrés fut créé au théâtre Michel, à Paris, dans une mise en scène d’André Brulé, directeur du théâtre, donnant lui-même la réplique à Yvonne de Bray. Le soir de la première, l’accueil fut assez bon, sans plus. Les critiques ne trouvèrent pas motif à dénigrer l’auteur, alors ils applaudirent des deux mains les comédiens. Le 19 avril 1940, la pièce déménagea au théâtre des Bouffes-Parisiens, dirigé par Albert Willemetz, où elle était précédée par une autre pièce de Cocteau,  Le Bel indifférent, en lever de rideau et interprétée par Édith Piaf.
Cependant, la pièce continua une honorable carrière, reprise à Londres en novembre 1952. Fait étonnant, le 31 janvier 1954, une retransmission radiophonique avec Yvonne de Bray (Esther) et Madeleine Robinson  (Liane) eut lieu la veille du décès le 1er février 1954 d’Yvonne de Bray.
Le 19 septembre 1966, la pièce fut reprise au théâtre des Ambassadeurs, à Paris, dans une mise en scène d’Henri Rollan. C’est Yves Saint Laurent qui habilla Arletty interprétant Esther, son dernier rôle au théâtre.
Sources :
     
Jean Cocteau, Le Cordon ombilical, dans Le Livre blanc et autres textes, Le Livre de poche, 1999
Jean Cocteau. Théâtre complet, éditions Gallimard, Bibliothèque de la Pléiade, 2003  (ISBN 2-07-011540-2).

## Fiche de production en 1940
- Metteur en scène : André Brulé
- Décors : Christian Bérard

- Distribution :
  - Yvonne de Bray : Esther
  - Jany Holt : Liane
  - Suzanne Dantès : Charlotte
  - Claire Gérard : Loulou
  - Morgane : La Vieille Dame
  - André Brulé :  Florent
  - Jean Hubert[Lequel ?] : Le Speaker

## La reprise de la pièce en 1993
Si à la création, la pièce n’avait pas provoqué un grand enthousiasme, c’est peut-être, à cause de l’absence de Jean Marais et, peut-être aussi, du fait qu’elle n’était pas une pièce aimée de son auteur.
Et c’est grâce à une actrice, et non des moindres, que Les Monstres sacrés fut rejoué en 1993. En effet, Michèle Morgan avait longtemps craint de monter sur les planches, ayant par exemple refusé à Jean Marais, en 1968,  de jouer le rôle féminin du Disciple du diable. Cependant elle s’était confiée à  Raymond Gérôme, lui disant l’intérêt qu’elle portait au personnage d’Esther. Comme la pièce était l’histoire d’un couple vieillissant, ils pensèrent évidemment à Jean Marais, à qui Cocteau avait dédié le rôle de Florent, mais qui s’estimait trop jeune à l’époque pour l’interpréter. Le couple idéal, que Morgan-Marais avait formé à l’écran dans Aux yeux du souvenir et Le Château de verre, allait revivre. Le 15 janvier 1993, au  théâtre des Bouffes-Parisiens si plein de souvenirs du poète, la pièce Les Monstres sacrés, dans une  mise en scène de Raymond Gérôme, qui avait reconstitué fidèlement le décor de Christian Bérard de la création de 1940, réunissait pour la première fois, ensemble sur un plateau de théâtre, Michèle Morgan (âgée de 73 ans)  et Jean Marais (âgé de 80 ans). Elle était Esther, il était Florent. La pièce que l’on aurait pu croire démodée passa admirablement la barrière du temps grâce au couple formé par ces deux légendes du cinéma, ces « deux monstres sacrés ».

## Mise en scène en 1993
- Création le 15 janvier 1993 : théâtre des Bouffes-Parisiens (Paris)
- Metteur en scène : Raymond Gérôme assisté de Annie Didion
- Scénographie : Christian Bérard
- Costumes : Michel Fresnay
- Production : théâtre des Bouffes-Parisiens

- Distribution :
  - Michèle Morgan : Esther
  - Anne Rousselet : Liane
  - Françoise Fleury : Charlotte
  - Yvette Ferréol : Loulou
  - Jean Marais :  Florent
  - Jean Barat : Le Speaker